# Philippe Danfrie
Pour son fils, voir Philippe Danfrie (le jeune).
Philippe Danfrie, né en 1504 ou vers 1534 et mort à Paris en juin 1606, est un médailleur français, graveur général des monnaies de France, «graveur en caractères» et de fers de reliure, et, à l'occasion, libraire. Il est l'inventeur du graphomètre.

## Biographie
Il est actif dans la gravure des monnaies, dans la taille des fers de reliure, et dans la taille de quelques caractères typographiques. Il a une boutique dans le faubourg Saint-Jacques à Paris.
Il s'est marié avant 1555 à Jehanne Champagne. Une fille, Rebecca, est baptisée à l'église Saint-Benoît, le 1er novembre 1556. Le 29 octobre 1558, Nicolas Danfrie est baptisé. Philippe Danfrie fils est âgé de 23 ans environ, en 1596. Il est probablement né vers 1572. Le 24 juillet 1573, Philippe Danfrie père a eu son dernier enfant, Claude. Ce sont les seuls actes retrouvés par Auguste Jal concernant les enfants de Philippe Danfrie, père.
En 1558, il s'est associé à Richard Breton pour l'impression de quelques livres en caractères cursifs. L'écriture de chancellerie, dite en «lettres françoyses», qui a servi de modèle aux poinçons gravés par Philippe Danfrie pour cette association, provient de la main de Nicolas le Breton (1506-1574), le secrétaire de Charles de Lorraine. Philippe Danfrie s’appropria le privilège de Robert Granjon, fondeur de caractères et imprimeur, pour la gravure et l'impression en lettres de civilité, ces mêmes lettres cursives, au moment où Robert Granjon parti pour Lyon, en 1557.
En 1582, Thomas Brumen garantit l'orthodoxie et la capacité professionnelles de Philippe Danfrie. Il déclare que ce dernier lui fournit « des fers à marquer la couverture des livres ». Philippe Danfrie a fourni des fers à graver aux armes royales et d'autres pour marquer les reliures des ordonnances, statuts et livres d'heures de l'ordre du Saint-Esprit, entre 1579 et 1584.
Il a succédé à Claude de Héry (1557-1582) comme graveur général des monnaies. Claude de Héry avait eu des difficultés pour faire reconnaître ses droits par la Cour des Monnaies. Il en a été de même pour Philippe Danfrie père. Il avait reçu du roi des lettres de provision en 1581. Il les fait renouveler le 2 janvier 1582. La Cour lui demanda de prouver sa compétence en faisant des épreuves puis a ouvert ces épreuves à d'autres prétendants. C'est finalement le roi Charles IX qui a imposé Philippe Danfrie, par lettres de jussion, du 8 mai 1582. Il est reçu à l'office de tailleur général par arrêtés des 16 mai et 1er juin 1582.
Germain Pilon avait été nommé par Charles IX contrôleur général des monnaies en juillet 1573, malgré l'opposition de la Cour des Monnaies. Il s'est opposé fermement à cette survivance. Germain Pilon meurt en 1590, pendant les troubles de la Ligue. Sa veuve a demandé le transfert sa charge à son fils aîné, Gervais Pilon, bien qu'elle ait été donnée à titre viager. Le duc de Mayenne l'a accordée au nom du roi Charles X, le 8 février 1590, malgré un nouveau refus de la Cour des Monnaies.
La fortune de Philippe Danfrie père a été possible grâce sa fidélité au roi légitime, Henri IV. Pendant les troubles de la Ligue, il a quitté Paris et s'est retiré à Tours. Philippe Danfrie était protestant, bien que ses enfants aient été baptisés dans la religion catholique, comme le montre son testament. Il revient à Paris avec le roi, en 1594. À son retour, Gervais Pilon a fait valider par Henri IV sa charge de contrôleur général des monnaies, mais il est mort peu après, le 19 octobre 1595.
Philippe Danfrie, le père et le fils, qui ont été tous les deux tailleurs généraux des monnaies de France, ont repris à la fin du XVIe siècle l'art de la céroplastique.
Philippe Danfrie père a cédé la charge de tailleur général des monnaies à son fils en 1592. Cependant son fils n'a pas repris de titre de tailleur général des monnaies dans son contrat de mariage du 22 août 1602. La Cour des Monnaies lui reconnaît ce titre en 1596. Philippe Danfrie père a cédé à son fils la charge de graveur général des monnaies en janvier 1598.
En 1597 paraît un livre sur l'usage du graphomètre pour mesurer les distances et faire de l'arpentage. Il est probablement l'inventeur du graphomètre, avant 1597, bien que dans le texte de présentation de l'appareil, il est dit qu'il a été inventé par Philippe Danfrie, tailleur général des monnaies de France, et que ce soit à cette date son fils, Philippe Danfrie fils, qui a cette charge. Cependant, en 1606, le roi Henri IV lui reconnaît d'être l'auteur de plusieurs inventions de géographie. C'est aussi ce qui est écrit dans son testament quand il lègue les planches et exemplaires du graphomètre qu'il a inventé à Jehan Auvray.
En 1601, il est en procès avec Alexandre Olivier, successeur de son père, Aubin Olivier, conducteur des engins de la monnaie du moulin des Étuves du Palais de la Cité et graveur particulier de la Monnaie de Paris. Il est le dernier d'une série de procès entre les différents possesseurs d'offices de la Monnaie qui cherchaient à protéger ce qu'ils considéraient être leurs droits.
Son fils étant mort en 1604, dix-huit mois après son mariage, son père reprend la charge de graveur général des monnaies dont il s'était réservé la survivance. Il a cédé peu après cette charge de tailleur général des monnaies de France à Nicolas Briot. Le roi a accepté ce transfert le 5 mars 1606,.
Dans les lettres patentes accordées le 5 mars 1606 par Henri IV à Philippe Danfrie père, graveur de Sa Majesté et contrôleur général des monnaies de France, il est écrit « ayant esgard aux bons, fidelles et agréables services que… Danfrye… a faicts au feu roi dernier décédé… et comme depuis nostre advenement à la couronne, tant en l'exercice de sond art qu'en plusieurs belles inventions de geograffye ».
Il signe son testament le 27 juin 1606, « n'ayant pu faire autre chose pour avoir la main fort tremblante ». Il est probablement mort peu après, même si les états de la Maison du roi ont conservé son nom parmi les valets de chambre jusqu'en 1609. Le 1er juillet 1606, dans le procès-verbal de visite de Jacques Cartais, général de la Cour des Monnaies, il est déclaré qu'il est mort.

## Galerie

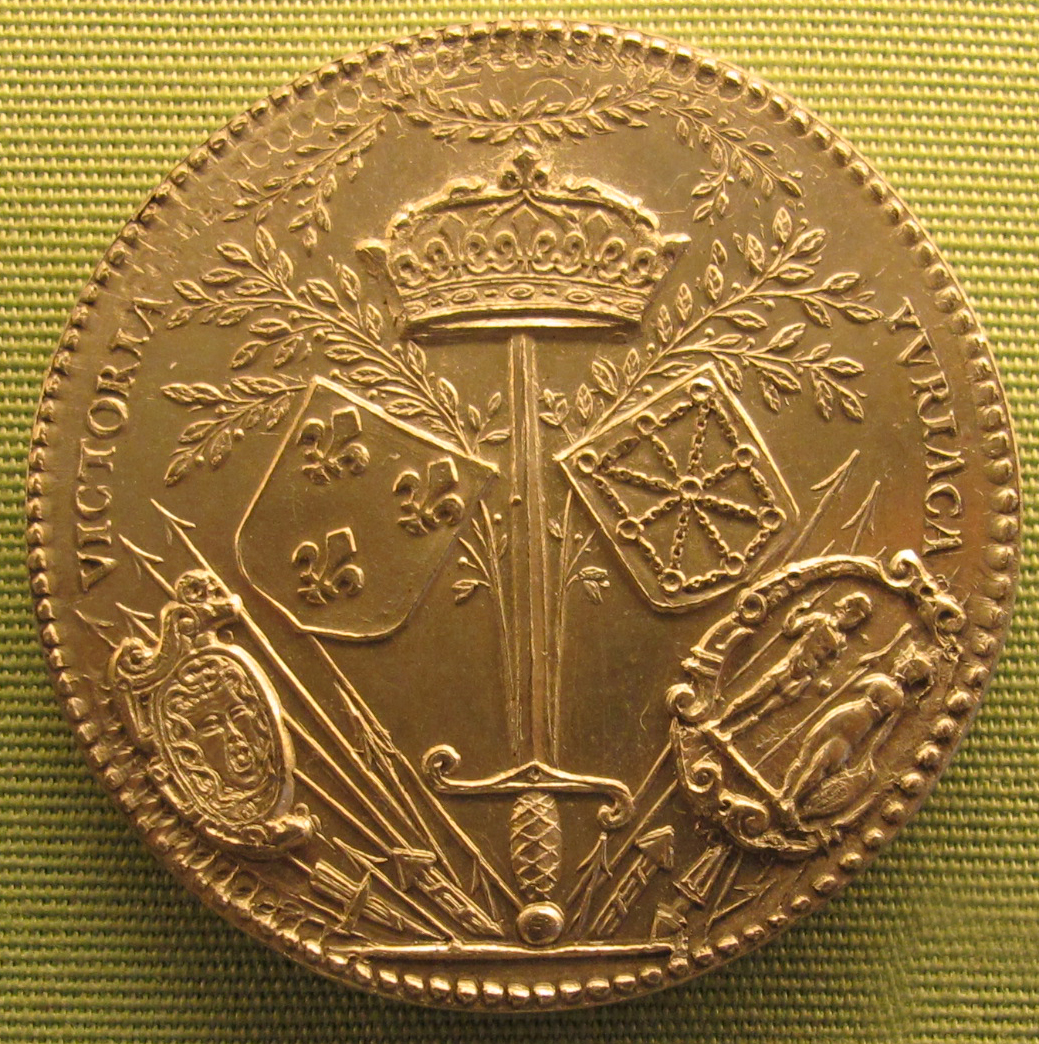
Une médaille, par Philippe Danfrie (1590).

## Publications
- Declaration de l'usage du graphometre, par la pratigue du quell'on peut mesurer toutes distances des choses de remargue qui se pourront voir & discerner du lieu ou il sera posé: et pour arpenter terres, bois, prez, & faire plans de villes et forteresses, cartes geographiques, et generalement toutes mesures visibles: & ce sans reigle d'arithmetique : Inuenté nouuellement, et mis en lumiere par Philippe Danfrie tailleur general des monnoies de France / A la fin de ceste declaration est adiousté par le dict Danfrie un Traicté de l'usage du trigometre (lire en ligne), (illustrations).